# Матораль Мексиканського нагір'я
Матораль Мексиканського нагір'я або Матораль Центральної Месети (ідентифікатор WWF: NA0307) — неарктичний екорегіон пустель і склерофітних чагарників, розташований на півночі Центральної Мексики.

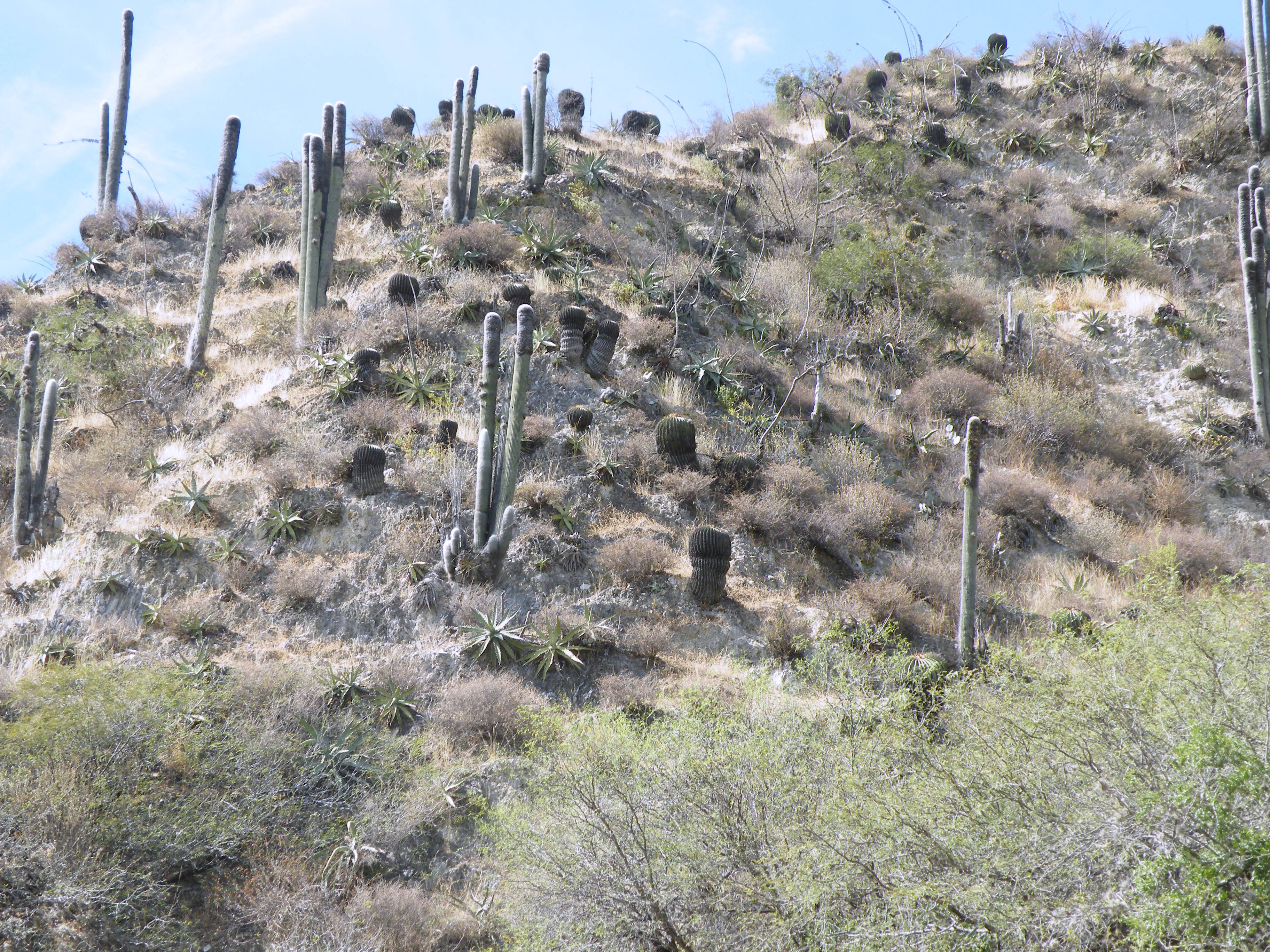
Пустельні чагарники в штаті Ідальго

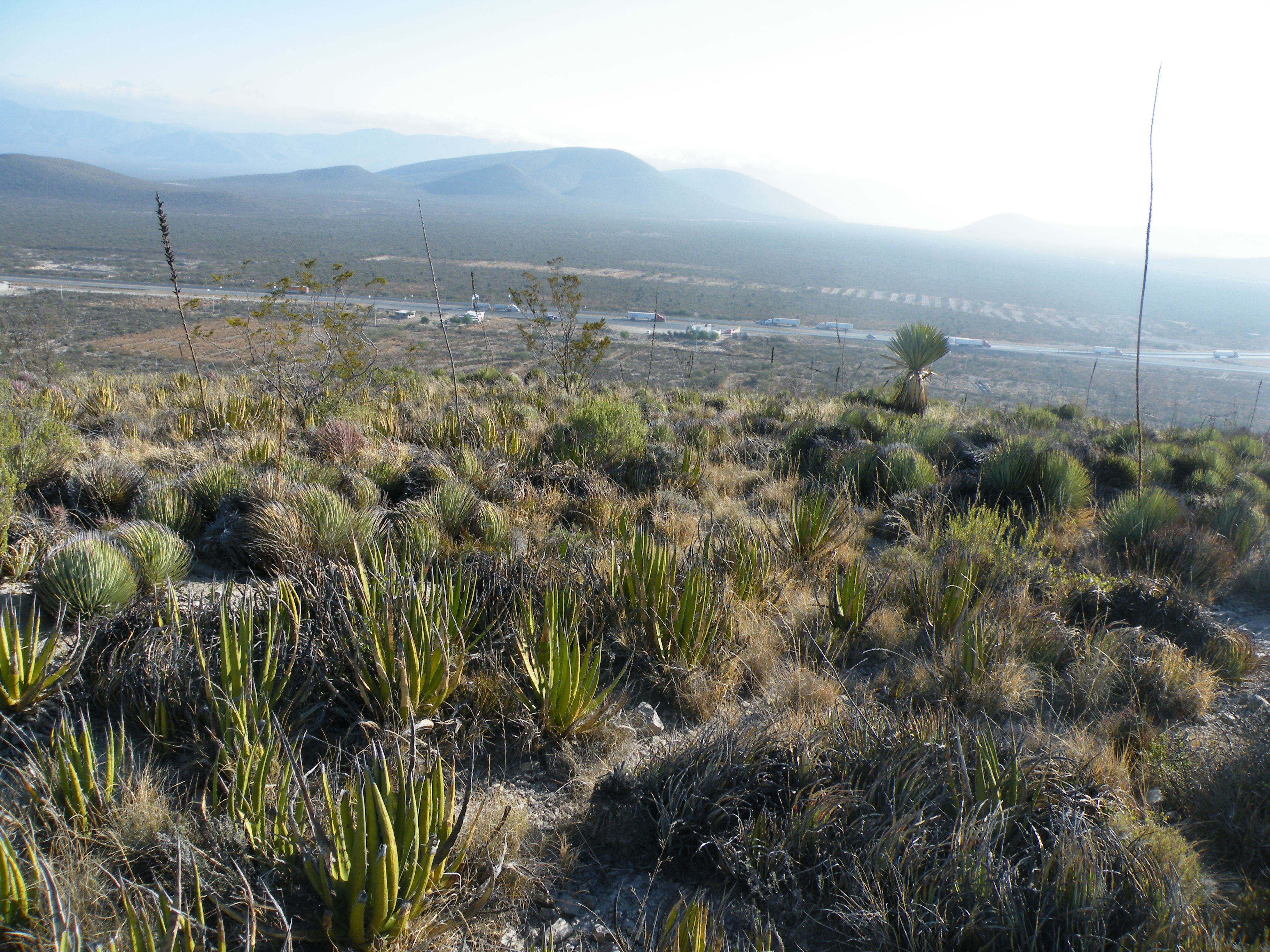
Чагарники лечугільї в штаті Сан-Луї-Потосі

## Географія
Екорегіон маторалю Мексиканського нагір'я розташований у центральній частині Мексиканського нагір'я, обмеженій горами Західної Сьєрра-Мадре та Східної Сьєрра-Мадре із заходу та сходу відповідно. Він охоплює більшу частину штатів Сакатекас та Сан-Луїс-Потосі, а також південні частини штатів Дуранго, Коауїла, Нуево-Леон і Тамауліпас. Південно-східна частина екорегіону розташована в штатах Керетаро та Ідальго.
Ландшафт регіону представлений напівпустельними рівнинами, над якими подекуди підіймаються ізольовані пагорби та гори, висота яких може досягати до 2400 м над рівнем моря. З геологічної точки зору тут переважають осадові гірські породи, а в горах — метаморфічні та магматичні породи, які є результатом вулканічної активності в третинному періоді.
Більша частина екорегіону розташована у безстічних басейнах, що не мають виходу до Світового океану, таких як Льянос-ель-Саладо та Больсон-де-Мапімі. Пересихаючі водні потоки, що належать до цих басейнів, впадають у солоні озера. Західна частина екорегіону лежить в басейні річки Сан-Педро-Мескіталь, яка тече на захід та впадає у Тихий океан, а південно-східна частина — у басейні річки Пануко, яка тече на схід та впадає у Мексиканську затоку Атлантичного океану.
Територія екорегіону має доволі низьку густоту населення. Найбільшими містами, розташованими в регіоні, є Вікторія-де-Дуранго, столиця та найбільше місто штату Дуранго, у якому проживають більш ніж півмільйона людей, а також місто Фреснільйо в штаті Сакатекас та міста Матеуала і Ріоверде в штаті Сан-Луїс-Потосі.
В горах Західної Сьєрра-Мадре матораль Мексиканського нагір'я переходить у сосново-дубові ліси Західної Сьєрра-Мадре, а в горах Східної Сьєрра-Мадре — у сосново-дубові ліси Східної Сьєрра-Мадре. На північ від екорегіону, за горами Сьєрра-де-Артеага, Сьєрра-де-Сапалінаме, Сьєрра-Ла-Конкордія та Сьєрра-де-Паррас, які є частиною гір Сьєррас-Трансверсалес, західного відгалуження Східної Сьєрра-Мадре, поширена пустеля Чіуауа, а на південь від нього — матораль Центральної Мексики.

## Клімат
В межах екорегіону переважає спекотний та сухий напівпустельний клімат (BSk або BSh за класифікацією кліматів Кеппена). Середньорічна кількість опадів тут становить менше 500 мм, більшість з яких випадають з червня по вересень.

## Флора
В межах екорегіону зустрічаються різноманітні рослинні угруповання, розподіл яких залежить від клімату, ґрунтів та експозиції схилів. Основними угрупованнями регіону є склерофітні чагарники маторалю, у яких домінують ниткуваті юки (Yucca filifera), юки-самадоки (Yucca carnerosana), оманливі юки (Yucca decipiens) та креозотові кущі (Larrea tridentata). Серед інших дерев та чагарників, поширених в екорегіоні, слід відзначити солодку акацію (Vachellia farnesiana), дводомну ятрофу (Jatropha dioica), пустельну мімозу (Mimosa turneri) та китицецвітий мескіт (Neltuma juliflora), серед кактусів — пустельну опунцію (Opuntia engelmannii), горизонтальний ехінокактус (Echinocactus horizonthalonius) та їжатцеву пітаю (Echinocereus stramineus), а серед трав —  блакитну граму (Bouteloua gracilis) та волостистий тризубник (Erioneuron pilosum).
У північній частині екорегіону, на межі з пустелею Чіуауа, серед чагарників домінують креозотові кущі (Larrea tridentata) та американські смоляні кущі (Flourensia cernua). У штатах Сан-Луїс-Потосі та Сакатекас у маторалі переважають агави лечугілья (Agave lechuguilla), серпуваті агави (Agave striata subsp. falcata), сріблясті сотоли (Dasylirion cedrosanum), мексиканські ферокактуси (Ferocactus pilosus), деревоподібні чолли (Cylindropuntia imbricata) та блискучі фук'єрії (Fouquieria splendens) або окотійо, а також деякі трав'янисті рослини, зокрема короткоповислі грами (Bouteloua curtipendula), червоні грами (Bouteloua trifida) та дрібненькі індигові кущі (Dalea nana). Унікальні рослинні угруповання, які включають багато ендемічних видів, зустрічаються на гірських вершинах та на схилах, де переважають незвичайні субстрати.
Екорегіон маторалю Мексиканського нагір'я характеризується високим флористичним різноманіттям та рівнем ендемізму. Внаслідок формування гірських хребтів Західної та Східної Сьєрра-Мадре цей регіон був ізольований від інших посушливих регіонів у минулому, а подальша ізоляція сприяла видоутворенню та еволюції ендемічних видів. Тут зустрічається щонайменше 16 ендемічних родів дерев та кактусів. Також екорегіон відомий своїми вузькоспеціалізованими відносинами між видами рослин та їх запилювачами. Так, деякі види агав, що запилюються кажанами, квітнуть синхронно з міграцією цих кажанів з Центральної Америки до Мексики.

## Фауна
Серед поширених в екорегіоні ссавців слід відзначити білохвостого оленя (Odocoileus virginianus), пустельного чорнохвостого оленя (Odocoileus hemionus eremicus), ошийникового пекарі (Dicotyles tajacu), великовухого зайця (Lepus californicus), пустельного кролика (Sylvilagus audubonii), скельного ховраха (Otospermophilus variegatus), плямистого ховрашка (Xerospermophilus spilosoma), білозубого лісового хом'яка (Neotoma leucodon), кактусову мишу (Peromyscus eremicus), пекторалову мишу (Peromyscus pectoralis), чорноброву мишу (Peromyscus melanophrys), шовковисту торбомишу (Perognathus flavus), мексиканську колючу торбомишу (Heteromys irroratus), рудувату врожайницю (Reithrodontomys fulvescens), західну врожайницю (Reithrodontomys megalotis), щетинясту хом'якомишку (Chaetodipus hispidus), кенгурового стрибуна Орда (Dipodomys ordii), віргінського опосума (Didelphis virginiana), дев'ятипоясного броненосця (Dasypus novemcinctus), великого довгоноса (Leptonycteris nivalis), малого довгоноса (Leptonycteris yerbabuenae) та західного волохатохвоста (Lasiurus xanthinus).
Серед хижаків, поширених в регіоні, слід відзначити північноамериканську пуму (Puma concolor couguar), руду рись (Lynx rufus), койота (Canis latrans), довговуху лисицю (Vulpes macrotis), сіру лисицю (Urocyon cinereoargenteus), довгохвосту ласицю (Neogale frenata), північноамериканську котофредку (Bassariscus astutus), американського борсука (Taxidea taxus), західного плямистого скунса (Spilogale gracilis), американського свинорилого скунса (Conepatus leuconotus), довгохвостого скунса (Mephitis macroura) та звичайного ракуна (Procyon lotor). Раніше в екорегіоні зустрічалися мексиканські вовки (Canis lupus baileyi) та барибали (Ursus americanus), однак наразі вони тут вимерли.
Ендемічними або майже ендемічними представниками екорегіону є кенгурові стрибуни Нельсона (Dipodomys nelsoni), лісові хом'яки Голдмана (Neotoma goldmani), чіуауанські торбомиші (Chaetodipus eremicus), смугасті торбомиші (Chaetodipus lineatus), торбомиші Нельсона (Chaetodipus nelsoni), чіуауанські коникоїдки (Onychomys arenicola), гоферики Голдмана (Cratogeomys goldmani), а також рідкісні мексиканські лучні собачки (Cynomys mexicanus), які перебувають під загрозою зникнення. Популяції мексиканських лучних собачок наразі займають лише 4 % від їх колишнього ареалу, який за останні десятиліття значно скоротився внаслідок розширення сільськогосподарських угідь та отруєння хімікатами.
Серед поширених в екорегіоні птахів слід відзначити строкатобоку перепелицю (Callipepla squamata), білокрилу зенаїду (Zenaida asiatica), мексиканську горличку-інку (Columbina inca), беркута (Aquila chrysaetos), неоарктичного канюка (Buteo jamaicensis), пустельного канюка (Parabuteo unicinctus), строкатохвостого канюка (Buteo albonotatus), американського боривітра (Falco sparverius), віргінського пугача (Bubo virginianus), західну сплюшку (Megascops kennicottii), американського сича (Athene cunicularia), каліфорнійську таязуру-подорожника (Geococcyx californianus), синьогорлого цинантуса (Cynanthus latirostris), пустельного колібрі-білозора (Calothorax lucifer), мексиканського крука (Corvus cryptoleucus), сонорську сойку (Aphelocoma woodhouseii), тирана-крикуна (Tyrannus vociferans), світлочеревого копетона (Myiarchus cinerascens), вогнистого москверо (Pyrocephalus obscurus), короткокрилого віреона (Vireo bellii), американського сорокопуда (Lanius ludovicianus), американського ремеза (Auriparus flaviceps), кактусового різжака (Campylorhynchus brunneicapillus), бурого тремблера (Toxostoma curvirostre), чорного чубака (Phainopepla nitens), чорнохвосту комароловку (Polioptila melanura), чорноспинного трупіала (Icterus abeillei), рогатого жайворонка (Eremophila alpestris), потюка (Chondestes grammacus), чорногорлу вівсянку-пустельницю (Amphispiza bilineata), каньойнового тауї (Melozone fusca), очеретяного чінголо (Peucaea cassinii), блідого чінголо (Peucaea botterii), чорногорлу карнатку (Spizella atrogularis) та червоногорлого кардинала (Cardinalis sinuatus). Ендеміками екорегіону є сірощокі карнатки (Spizella wortheni)
Герпетофауна екорегіону вирізняється високим різноманіттям. Серед поширених в екорегіоні плазунів слід відзначити техаську фриносому (Phrynosoma cornutum), малу безвуху ящірку (Holbrookia maculata), техаську крокодилову ящірку (Gerrhonotus infernalis), малого смугастого батогохвоста (Aspidoscelis inornatus), звичайного полоза-батога (Masticophis flagellum), чіуауанську чорноголову змію (Tantilla wilcoxi), пустельну королівську змію (Lampropeltis splendida), чіуауанську гачконосу змію (Gyalopion canum), техаського гримучника (Crotalus atrox), чорнохвостого гримучника (Crotalus molossus) та скельного гримучника (Crotalus lepidus). Ендеміками регіону є полохливі колючі ігуани (Sceloporus cautus) та больсонські нічні ящірки (Xantusia bolsonae).

## Збереження
Лише близько 9 % території екорегіону є відносно незайманими. Більшість незайманих ділянок розташовані на півночі регіону, на межі з пустелею Чіуауа. Основними загрозами для збереження природи регіону є розширення сільськогосподарських угідь та надмірний випас худоби. Пожежі, які використовуються для очищення землі під пасовища, значно пошкоджують місцеву рослинність та часто неконтрольовано поширюються на великі території. Серед інших загроз слід відзначити видобування корисних копалин, розширення поселень, а також незаконний збір кактусів та інших пустельних рослин з метою продажу.
Оцінка 2017 року показала, що 2534 км², або 2 % екорегіону, є заповідними територіями. Природоохоронні території включають: Національний парк Сьєрра-де-Органос та Біосферний заповідник Барранка-де-Мецтітлан.